# ژاک وبر
ژاک وبر (فرانسوی: Jacques Weber‎؛ زادهٔ ۲۳ اوت ۱۹۴۹) یک هنرپیشه، کارگردان فیلم و فیلم‌نامه‌نویس اهل فرانسه است. وی از سال ۱۹۷۰ میلادی تاکنون مشغول فعالیت بوده‌است.
از فیلم‌ها یا برنامه‌های تلویزیونی که وی در آن نقش داشته‌است می‌توان به سیرانو دو برژراک، حکومت نظامی، پیر بومارشه، چشم‌های زرد تمساح‌ها و جوان خام اشاره کرد.
وی همچنین برندهٔ جوایزی همچون لژیون دونور شده‌است.